# Operation Giraffe
Operation Giraffe war eine verdeckte Operation des deutschen Bundesnachrichtendienstes (BND) unter Beteiligung von United States Army Europe and Africa (USAREUR) bzw. der US-amerikanischen Defense Intelligence Agency (DIA), die diese wiederum Operation Blackfoot und später Operation Matchball nannte. Die verdeckte Operation fand von 1991 bis etwa 1996 statt und diente der Beschaffung und Analyse von sowjetischer Wehrtechnik.

## Ziele
Das primäre Ziel des BND und der DIA, kurz nach dem Mauerfall, war die Beschaffung neuester sowjetischer Wehrtechnik auf dem Gebiet der DDR, sowohl von der Westgruppe der Truppen (WGT) als auch von der Nationalen Volksarmee (NVA) der DDR und innerhalb der Abteilung Technik und Wissenschaft (TW) des BND darauf folgend die Untersuchung und Erforschung von bis dahin unbekanntem Material. Ein weiteres Ziel war die Gewinnung neuer Perspektivagenten in den sowjetischen Streitkräften, die in späteren Jahren als nachrichtendienstliche Quelle dienen könnten.

## Ablauf und Organisation
Verschiedene westliche Geheimdienste begannen bereits unmittelbar nach dem Mauerfall mit der verstärkten Anwerbung sowjetischer Militärangehöriger auf dem Gebiet der DDR. Am 7. Mai 1991 schloss der BND und die DIA ein Abkommen, in dem die gemeinsame Beschaffung und Auswertung sowjetischer Wehrtechnik vereinbart wurde und von der auch weitere NATO-Partner wie Frankreich und Großbritannien profitieren könnten. Da der Zwei-plus-Vier-Vertrag einen operativen Einsatz von US-amerikanischen Nachrichtenoffizieren auf dem Gebiet der ehemaligen DDR verbot, oblag die nachrichtendienstliche Beschaffung dem BND. 
Der BND richtete für die Operation die Dienststelle 12YA ein, deren Mitglied u. a. Norbert Juretzko war. Nach außen hin wurde die BND Dienststelle als „Bundesamt für Wehrtechnik und Beschaffung“ und „Dokumentationsstelle für Wehrtechnik und Umweltschutz“ legendiert und zusammen mit den Angehörigen von USAREUR, später der DIA in der Keitel-Villa im Föhrenweg 19–21 in Berlin-Dahlem (vormals US Militärverbindungsmission (USMLM)) untergebracht. Das Objekt lief BND intern unter der Bezeichnung „Objekt Tattersaal“. Im durch die Amerikaner benannten Projekt „Combined Analysis Detachment – Berlin“ (CAD-B) waren etwa 20 Mitarbeiter der DIA sowie etwa 30 BND Mitarbeiter tätig.
Beschafft wurden auf Anforderung des deutschen Verteidigungsministeriums und des Verteidigungsministeriums der Vereinigten Staaten Motoren von Kampfpanzern (u. a. Motor eines T-80), MIG-29-Bordcomputer, Chiffriergeräte, Zielerfassungssysteme, ABC-Spürgeräte aus Kampfhubschraubern sowjetischer Bauart sowie sämtliche zu beschaffende Informationen und Geräte zur militärischen Kommunikation und ihrer Entschlüsselung.
Auch sollte beispielsweise ein komplettes modernes sowjetisches Raketen-Frühwarnsystem, das damals nordwestlich von Rostock stationiert war, beschafft werden. Dies gelang allerdings erst über Umwege durch das Baltikum zurück nach Deutschland durch Mitarbeiter des BND.
Nach dem Abzug des sowjetischen Militärs im August 1994 endete die Beschaffung auf deutschem Boden, aber die gemeinsame Auswertung und Quellenführung wurde durch den BND mit der neuen Dienststelle 13AF und der DIA auf einem Bundeswehrgelände in Nürnberg fortgesetzt.
Die bilaterale Zusammenarbeit zwischen CAD-B und dem BND endete 1996.
Neben der Beschaffung und Auswertung von Material wurden durch den BND verschiedene Perspektivagenten in den sowjetischen bzw. russischen Streitkräften erfolgreich angeworben. Einzelne wurden im September 1995 durch die russische Spionageabwehr verhaftet, kamen aber nach kurzer Zeit wieder frei. Ende 1997 entstand eine erneute Quellengefährdung, woraufhin durch den BND zwei dieser Agenten und ihre Familien nach Deutschland gebracht wurden.

## Affären und Korruption
Neben der BRD und den USA profitierten auch Israel und Großbritannien von der Operation Giraffe.
Israel wurde mehrfach und überwiegend erfolgreich mit Material aus Beständen der Nationalen Volksarmee (NVA) der DDR beliefert. Bei einer Kontrolle des israelischen Containerschiffs „Palmah II“ am 26. Oktober 1991 im Hamburger Hafen entdeckte die Wasserschutzpolizei jedoch anstatt deklarierter Landmaschinen unter anderem zwei Flugabwehrpanzer ZSU-23-4 und ein Flugabwehrraketensystem 2K12 Kub aus Beständen der NVA. Trotz einer Entscheidung des Bundessicherheitsrats im März 1991 keine Waffen, sondern lediglich Gabelstapler und ABC-Schutzausrüstung nach Israel zu liefern, hatte der BND im Rahmen der Landmaschinen-Affäre Waffen für Israel beschafft. Zwei beteiligte Mitarbeiter des BND wurden im Juli 1995 vom Vorwurf eines Verstoßes gegen das Kriegswaffenkontrollgesetz freigesprochen.
Der Leiter der Dienststelle 12YA und zwei weitere Mitarbeiter des BND wurden nach Durchsuchungen der Dienststelle durch das Bundeskriminalamt (BKA) im Juli 1998 durch die Generalbundesanwaltschaft angeklagt. Ihnen wurde unter anderem vorgeworfen sowjetische Geheimdokumente an den britischen Secret Intelligence Service (MI6) verkauft und sich insgesamt mit mehr als 200.000 D-Mark persönlich bereichert zu haben. Das Landgericht München II verurteilte die drei Angeklagten zu Bewährungs- und Geldstrafen.